# Jon Turteltaub
Jon Turteltaub (New York, 8 augustus 1963) is een Amerikaans filmregisseur.
Turteltaub studeerde aan de Wesleyan universiteit en de USC School of Cinematic Arts.
Meerdere van de films die hij regisseerde waren producties van de Walt Disney Motion Pictures Group, waaronder Cool Runnings, While You Were Sleeping, Instinct, National Treasure en de sequel National Treasure: Book of Secrets en The Sorcerer's Apprentice. Ook in de productie van Enchanted werd hij een periode als regisseur gepland.

## Filmografie
- 1990: Think Big
- 1991: Trabbi Goes to Hollywood
- 1992: 3 Ninjas
- 1993: Cool Runnings
- 1995: While You Were Sleeping
- 1996: Phenomenon
- 1999: Instinct
- 2000: The Kid
- 2004: National Treasure
- 2006: Jericho (televisieserie)
- 2007: National Treasure: Book of Secrets
- 2010: The Sorcerer's Apprentice
- 2013: Last Vegas
- 2018: The Meg

- Bibsys: 99015641
- Biblioteca Nacional de España: XX1102768
- Bibliothèque nationale de France: cb13995140q (data)
- Gemeinsame Normdatei: 136320368
- International Standard Name Identifier: 0000 0001 2102 6734
- Library of Congress Control Number: no99064530
- MusicBrainz: 8fec80f0-edde-48b9-997c-94da3f28e3e8
- Nationale Bibliotheek van Tsjechië: xx0098047
- Nationale Bibliotheek van Israël: 987007426374705171
- Nederlandse Thesaurus van Auteursnamen: 144505444
- SNAC: w64p2t2j
- Système universitaire de documentation: 149810121
- Virtual International Authority File: 80685300
- WorldCat: E39PBJbMcDygVwHbT974qDmw4q